# Ronde van Frankrijk 1904/Startlijst
Dit artikel beschrijft de startlijst van de Ronde van Frankrijk 1904. In totaal stonden er 88 renners aan de start, en er geraakte er slechts 23 in Parijs.

## Overzicht
| Land        | Naam                     |
| ----------- | ------------------------ |
| België      | Joseph Achten            |
| Frankrijk   | Hippolyte Aucouturier    |
| Frankrijk   | François Beaugendre      |
| Frankrijk   | Adrien Blanqui           |
| Frankrijk   | Félix Boyer              |
| Frankrijk   | H. Boyer                 |
| Frankrijk   | Eugène Brange            |
| Frankrijk   | Maurice Carrere          |
| België      | Aloïs Catteau            |
| Frankrijk   | Chaput                   |
| Frankrijk   | Pierre Chevalier         |
| Frankrijk   | Cist                     |
| België      | Pierre Cnops             |
| Frankrijk   | Colas                    |
| België      | Louis Colsaet            |
| Frankrijk   | Henri Cornet             |
| Frankrijk   | Damelincourt             |
| Frankrijk   | Jean Dargassies          |
| Frankrijk   | Maurice Dartigue         |
| Frankrijk   | Daumain                  |
| Frankrijk   | Philippe Deballade       |
| Frankrijk   | Antoine Deflotriere      |
| België      | Eugène Delhaye           |
| Frankrijk   | Delmilhac                |
| Frankrijk   | Pierre Desvages          |
| Frankrijk   | Victor Deveze            |
| België      | Dome                     |
| Frankrijk   | Jean-Baptiste Dortignacq |
| Frankrijk   | Octave Doury             |
| België      | Gustave Drioul           |
| Frankrijk   | P. Dufraix               |
| Frankrijk   | Durant                   |
| Frankrijk   | Antoine Faure            |
| Frankrijk   | Camille Fily             |
| Frankrijk   | Georges Fleury           |
| Zwitserland | Michel Frederick         |
| Frankrijk   | Julien Gabory            |
| Frankrijk   | César Garin              |
| Frankrijk   | Maurice Garin            |
| Frankrijk   | Henri Gauban             |
| Frankrijk   | Gauthier                 |
| Frankrijk   | Eugène Geay              |
| Italië      | Giovanni Gerbi           |
| Frankrijk   | Grimenwald               |
| Frankrijk   | Léon Habets              |
| Frankrijk   | P. Hibon                 |
| Frankrijk   | Jean-Baptiste Jacquet    |
| Zwitserland | Antoine Jaeck            |
| België      | Dieudonné Jamar          |
| Frankrijk   | Philippe Jousselin       |
| Zwitserland | Charles Laeser           |
| Frankrijk   | Lamboeuf                 |
| Frankrijk   | Lamouline                |
| Frankrijk   | Lapree                   |
| Frankrijk   | Romain Lardillier        |
| Frankrijk   | Louis Lecuona            |
| België      | Legaux                   |
| Frankrijk   | Albert Leroy             |
| Frankrijk   | Lipman                   |
| België      | Emile Lombard            |
| België      | Julien Lootens           |
| Frankrijk   | Maisonneuve              |
| Frankrijk   | Julien Maitron           |
| Frankrijk   | Marcastel                |
| België      | Memo                     |
| Frankrijk   | Monin                    |
| Frankrijk   | Emile Moulin             |
| Frankrijk   | Albert Niepceron         |
| Frankrijk   | Henri Paret              |
| Frankrijk   | Ferdinand Payan          |
| Frankrijk   | Edouard Pillon           |
| Frankrijk   | Lucien Pothier           |
| Frankrijk   | Emile Poupin             |
| Frankrijk   | Charles Prevost          |
| Frankrijk   | Eugène Prevost           |
| Frankrijk   | Noël Prevost             |
| Frankrijk   | Reidenbach               |
| Frankrijk   | Léon Riche               |
| Frankrijk   | A. Rist                  |
| Italië      | Giovanni Rossignoli      |
| Frankrijk   | René Saget               |
| België      | Jules Sales              |
| Frankrijk   | Sylvain                  |
| Frankrijk   | Tachet                   |
| Frankrijk   | L. Treuvelot             |
| Frankrijk   | Ange Varalde             |
| Frankrijk   | Vassela                  |
| Frankrijk   | Eugène Ventresque        |